# Stenflodtrollslända
Stenflodtrollslända (Onychogomphus forcipatus) är en art i insektsordningen trollsländor som tillhör familjen flodtrollsländor. 

## Kännetecken
Både hanen och honan är tecknade i gult och svart. Färgteckningens detaljer skiljer sig något åt mellan olika underarter. Ett kännetecken för arten är hanens kraftiga bakkroppstång. Vingarna är genomskinliga med mörkt vingmärke. Vingbredden är 55 till 75 millimeter och bakkroppens längd är 31 till 38 millimeter.

## Utbredning
Stenflodtrollsländan finns i stora delar av Europa, utom på Brittiska öarna. Arten är dock vanligare i öster än i väster och den saknas eller är mycket ovanlig på Jylland och längs Nordsjökusten. I Sverige finns den i de södra och mellersta delarna av landet. 

## Levnadssätt
Stenflodtrollsländans habitat är främst åar eller bäckar, gärna med lite snabbare rinnande vatten, vilket skiljer den från sandflodtrollsländan som föredrar långsammare vatten. Utvecklingstiden från ägg till imago är tre till fem år och flygtiden juni till mitten av augusti.